# Маркантоніо Джустіньян
Маркантоніо Джустіньян (італ. Marcantonio Giustinian) — 107-й венеційський дож у 1684—1688 роках.

## Біографія
Належав до старовинного патриціанського роду, одного з так званих «дванадцяти апостольських», що за легендою вів походження від імператора Юстина II, але ймовірніше походив з Юстинополя. Четвертий син П'єтро Джустініана з гілки Буделле д'Оро та Марини Джустіньян з гілки Єпископів. Обидві родини проживали в сусідніх палацах у парафії Сан-Барнаба. Навчався у Падуанському університеті, здобувши знання від історії до теології та права, розмовляв кількома мовами. Навчався також у Сорбоні у 1641—1644 роках. У 1644—1645 роках обіймав посаду у складі колегії «мудрих орденів», де молоді патриції проходили практику з управління. 1647 року призначається губернатором галер, але не здійснив якихось значних дій. Це спричинило відхід від політичної діяльності.
1656 року помирають його старші брати Джироламо і Франческо, завдяки чому він набув значні статки та можливість активно повернутися до політичного життя. У липні того року призначається депозитарієм (очільником) Банко-дель-Джиро. У 1660—1660 роках був проведитором з постачання зерна, борошна, де виявив шахрайські дії венеційських пекарів, які додавали домішки до хлібних продуктів, призначених для ополчення, що брало участь у війні з Османською імперією. 
У 1663-1664 роках був одним із семи виконавців резолюцій Сенату, після чого 1664 року обійняв посади одного з проведиторів, відповідального за нагляд за грошовим обігом та хранителя законів. Того ж року стає послом до Франції, де Джустініан використав своє красномовство, щоб переконати французького короля Людовика XIV 1668 року надати Венеції кошти та війська, які дозволили їй вести війну з Османською імперією: було відправлено загін на чолі з Франсуа д'Обюссоном. 
1669 року по поверненню до Венеції знову стає одним з проведиторів щодо нагляду за державним грошовим обігом. У 1670—1671 роках обіймав посади інквізитора з мит, представника на монетному дворі, у 1672—1675 роках одного з синдиків-інквізиторів в північноіталійських володіннях Республіки, де зрештою захворів у Бергамо. У 1677—1678 роках був проведитором з нагляду за жіночими монастирями. Водночас у 1677—1679 року входив до колегії з боротьби з відходами. 1678 року стає членом Ради десяти, 1681 року — Малої ради. У 1679—1681 роках був ревізором і регулятором торгівельних податків, а у 1679—1680 роках — проведитором з нагляду за гірничодобувною промисловістю.
1680 року призначено інквізитором Арсеналу. 1682 року проведитором з боротьби з епідеміями, 1683 року — проведитором монетного двору. 

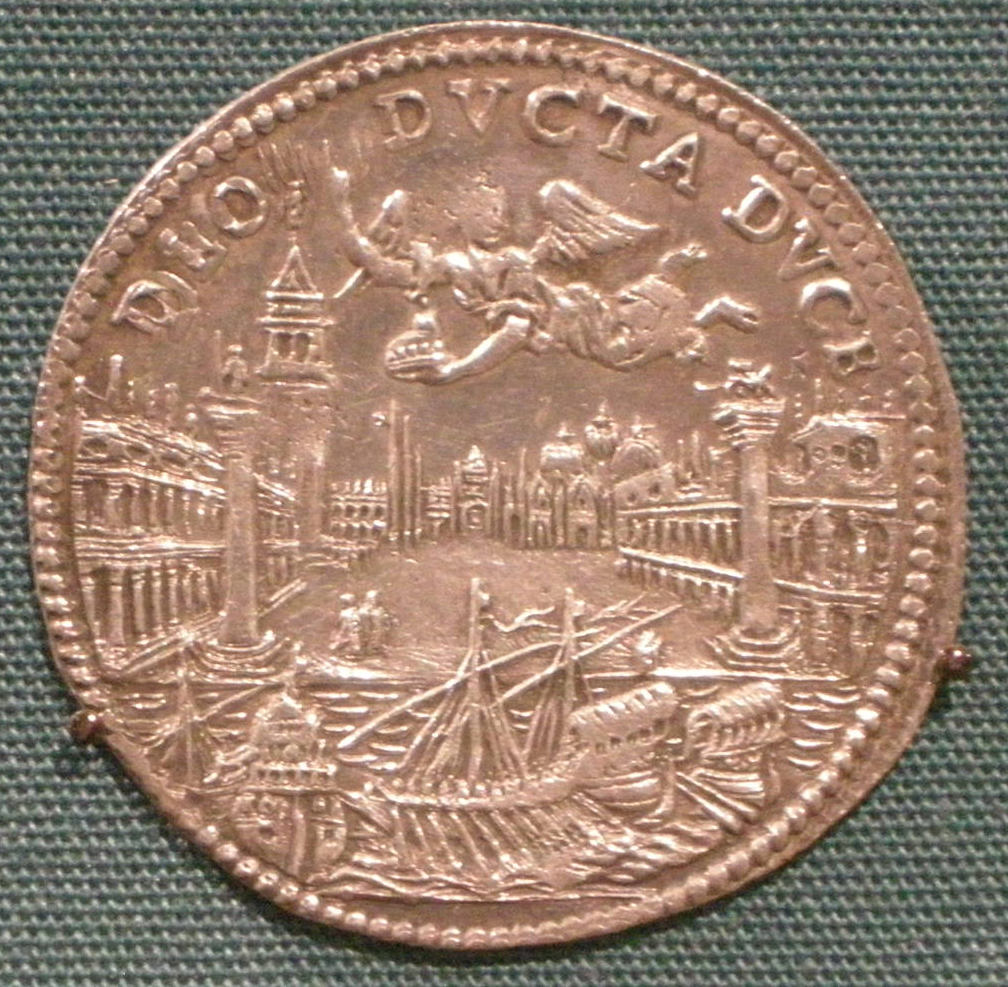
Медаль золота озелла Маркантоніо Джустіньян

26 січня 1684 року обирається дожем, отримавши 37 голосів з 41 у Раді сорока. Цей крок здивував деяких, які вважали, що дожем було обрано Франческо Морозіні, але Рада сорока віддала перевагу поступливому дожу, якого вони могли б контролювати, тоді як Морозіні міг би керувати її військовими кампаніями. 
Невдовзі було прийнято рішення вступити у війну проти Османської імперії. У 1686 та 1687 роках було завдано османським військам низки поразок, венеційці завоювали Превезу, Каламату, Наваріно та острів Санта-Маура.
Під час свого правління він задовольнявся влаштовуванням бенкетів та фестивалів, і здобув репутацію людини, яка так часто відвідувала церкву, що йому дали прізвисько «Святий Дзуаніно» або «Дож Те Деума». Протягом його правління всі важливі рішення залишалися за його радниками, що спонукало деяких венеційців критикувати його. Папа римський Іннокентій XI благословляв його щотижня.
Маркантоніо Джустініан помер 23 березня 1688 року після невдалої операції під час читання літаній. Пізніше поширився гумористичний вірш про двох лікарів, Тона та Дольфіна (чиї імена перекладаються як «тунець» і «дельфін»), у якому стверджувалося, що дожа вбили дві риби. Поховано у церкві Сан-Франческо делла Вінья.